# بطولة أمم أوروبا 2021 (تحت17 سنة)
ستكون بطولة أمم أوروبا (تحت17 سنة) لعام 2021، هي النسخة الـ 20 من البطولة (النسخة 39 إذا تم تضمين فترة بطولات تحت الـ16 عام أيضًا) وهي حدث سنوي دولي للشباب في بطولة كرة القدم ينظمه الاتحاد الأوروبي لكرة القدم للفرق الوطنية للرجال تحت 17 سنة في أوروبا.
استضافت قبرص البطولة وشارك في البطولة ما مجموعه 16 فريقًا مع تأهل اللاعبين الذين ولدوا في أو بعد 1 يناير 2004 للمشاركة.
تمامًا كالنسخ السابقة التي أقيمت في «السنوات الفردية» البطولة تعتبر مؤهلة لكأس العالم تحت 17 سنة التي تنظمها FIFA , حيث ستتأهل الفرق الخمسة الأولى إلى كأس العالم تحت 17 سنة المقامة في بيرو عام 2021 كممثلين عن الاتحاد الأوروبي.

## اختيار المضيف
كان الجدول الزمني لاختيار المضيف على النحو التالي:
- 11 يناير 2019: بدء إجراءات تقديم الطلبات
- 28 فبراير 2019: الموعد النهائي للتعبير عن الاهتمام بالإستضافة
- 27 مارس 2019: إعلان الاتحاد الأوروبي لكرة القدم (UEFA) أنه تم تلقي إعلان الاهتمام من 17 اتحادًا عضوًا لاستضافة إحدى البطولات النهائية للشباب في الفرق الوطنية (UEFA European Under-19 Championship ، UEFA Women's Under-19 Championship ، UEFA European Under-17 Championship ، بطولة UEFA للسيدات تحت 17 سنة) في 2021 و 2022
- 28 يونيو 2019: تقديم الملفات
- 24 سبتمبر 2019: اختيار الجمعيات المضيفة الناجحة من قبل اللجنة التنفيذية UEFA في اجتماعها في ليوبليانا

بالنسبة للبطولة النهائية في 2021 و 2022، تم اختيار قبرص و«إسرائيل» كمضيفين على التوالي.

## التأهل
دخلت جميع دول الاتحاد الأوروبي الـ55 المنافسة ومع تأهل قبرص المضيفة تلقائيًا، ستتنافس الفرق الـ 54 الأخرى في المسابقة المؤهلة لتحديد النقاط الـ 15 المتبقية في البطولة النهائية.
تتكون المسابقة المؤهلة من جولتين: جولة التصفيات ، التي تجري في خريف 2020، وجولة النخبة ، التي تجري في ربيع 2021.

### الفرق المتأهلة
تأهلت الفرق التالية للبطولة النهائية.
ملاحظة: جميع إحصائيات المظهر تشمل عصر U-17 فقط (منذ عام 2002).
| الفريق            | طريقة التأهيل                                                            | مظهر خارجي | آخر ظهور | أفضل أداء سابق |
| ----------------- | ------------------------------------------------------------------------ | ---------- | -------- | -------------- |
| وصلة=\|حدود قبرص  | Hosts                                                                    | الأول      | -        | Debut          |
| سيتم تحديده لاحقًا | 2021 UEFA European Under-17 Championship qualification#Group 1 2 winners |            |          |                |
| سيتم تحديده لاحقًا | Elite round Group 2 winners                                              |            |          |                |
| سيتم تحديده لاحقًا | Elite round Group 3 winners                                              |            |          |                |
| سيتم تحديده لاحقًا | Elite round Group 4 winners                                              |            |          |                |
| سيتم تحديده لاحقًا | Elite round Group 5 winners                                              |            |          |                |
| سيتم تحديده لاحقًا | Elite round Group 6 winners                                              |            |          |                |
| سيتم تحديده لاحقًا | Elite round Group 7 winners                                              |            |          |                |
| سيتم تحديده لاحقًا | Elite round Group 8 winners                                              |            |          |                |
| سيتم تحديده لاحقًا | Elite round Group TBD runners-up [^]                                     |            |          |                |
| سيتم تحديده لاحقًا | Elite round Group TBD runners-up [^]                                     |            |          |                |
| سيتم تحديده لاحقًا | Elite round Group TBD runners-up [^]                                     |            |          |                |
| سيتم تحديده لاحقًا | Elite round Group TBD runners-up [^]                                     |            |          |                |
| سيتم تحديده لاحقًا | Elite round Group TBD runners-up [^]                                     |            |          |                |
| سيتم تحديده لاحقًا | Elite round Group TBD runners-up [^]                                     |            |          |                |
| سيتم تحديده لاحقًا | Elite round Group TBD runners-up [^]                                     |            |          |                |

ملاحظات
1. ^ The best seven runners-up among all eight elite round groups qualified for the final tournament.

## أماكن
سيجري تأكيدها.

## الفرق المؤهلة لكأس العالم تحت 17 سنة FIFA
تتأهل الفرق الخمسة التالية من الاتحاد الأوروبي إلى كأس العالم 2021 FIFA تحت 17 سنة.
| الفريق            | مؤهل بتاريخ | السابقة مباراة في كرة القدم تحت 17 سنة كأس العالم 1 |
| ----------------- | ----------- | --------------------------------------------------- |
| سيتم تحديده لاحقًا | 2021        |                                                     |
| سيتم تحديده لاحقًا | 2021        |                                                     |
| سيتم تحديده لاحقًا | 2021        |                                                     |
| سيتم تحديده لاحقًا | 2021        |                                                     |
| سيتم تحديده لاحقًا | 2021        |                                                     |

 يشير الغامق إلى أبطال العام وال مائل يشير إلى المضيف. 